# Gor Soudjian
Gor Soudjian, ou Gor Sujyan (en arménien Գոռ Սուջյան ; né le 25 juillet 1987 à Erevan) est un chanteur arménien, leader du groupe arménien Dorians.

## Biographie

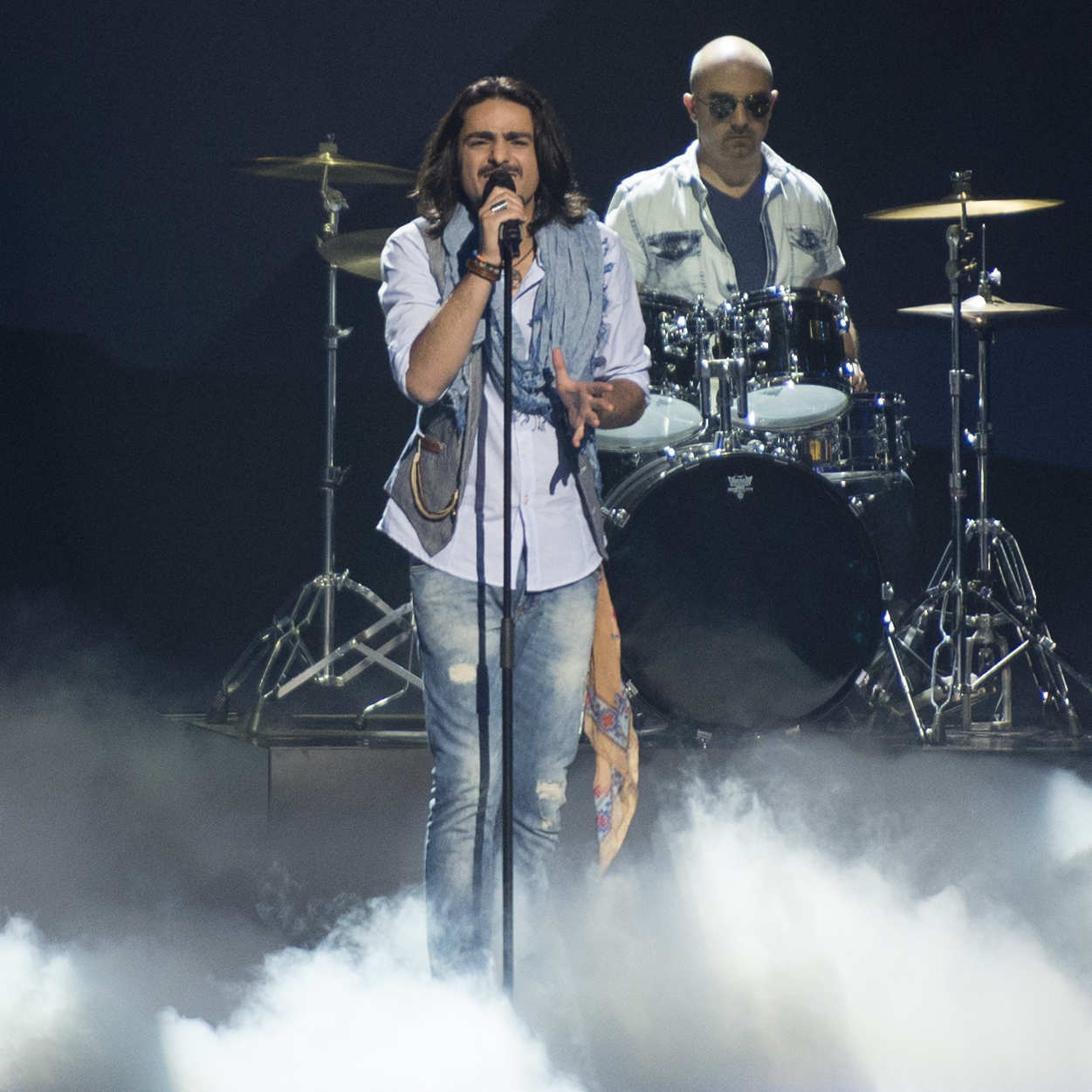
Gor Soudjian pendant sa performance au Concours Eurovision de la chanson 2013

Lors du Concours Eurovision de la chanson 2010, il accompagna Eva Rivas en tant que choriste. En février 2013, il est choisi pour représenter l'Arménie au Concours Eurovision de la chanson 2013 à Malmö, en Suède. Sa chanson, nommée Lonely Planet, sera sélectionnée lors d'une finale le 2 mars 2013,.
Il reçoit le prix de meilleur chanteur masculin de l'année en 2010 lors des Armenian National Music Awards.